# Sonic Pinball Party
Sonic Pinball Party is een computerspel voor de Game Boy Advance uit de Sonic the Hedgehog-franchise. Het spel is ontwikkeld door Sonic Team en werd uitgebracht in 2003.
Het spel bevat veel referenties naar vorige spellen ontwikkeld door Sonic Team.

## Verhaal
Het spel speelt zich af in Casinopolis. Dr. Eggman verandert de inwoners in robots en hersenspoelt Tails en Amy. Sonic moet zijn vrienden redden door een flipperkasttoernooi te winnen genaamd de "Egg Cup Tournament."

## Personages
- Sonic the Hedgehog
- Miles "Tails" Prower
- Knuckles the Echidna
- Amy Rose
- Metal Sonic
- Dr. Eggman
- Cream the Rabbit
- Nights
- Amigo the Monkey

## Flipperkasten
Het spel bevat drie flipperkasten: een is gebaseerd op de Sonic the Hedgehog-series, de tweede op het spel NiGHTS into Dreams, en de derde het arcadespel Samba de Amigo.

## Ontvangst
Het spel werd over het algemeen positief ontvangen:
- IGN – 8,3/10
- GameSpot – 8,1/10
- GameSpy – 74/100
- GamePro – 4/5
- Nintendo Power – 4,1/5
- Electronic Gaming Monthly – 7,5/10